# Deutscher Flottenverein

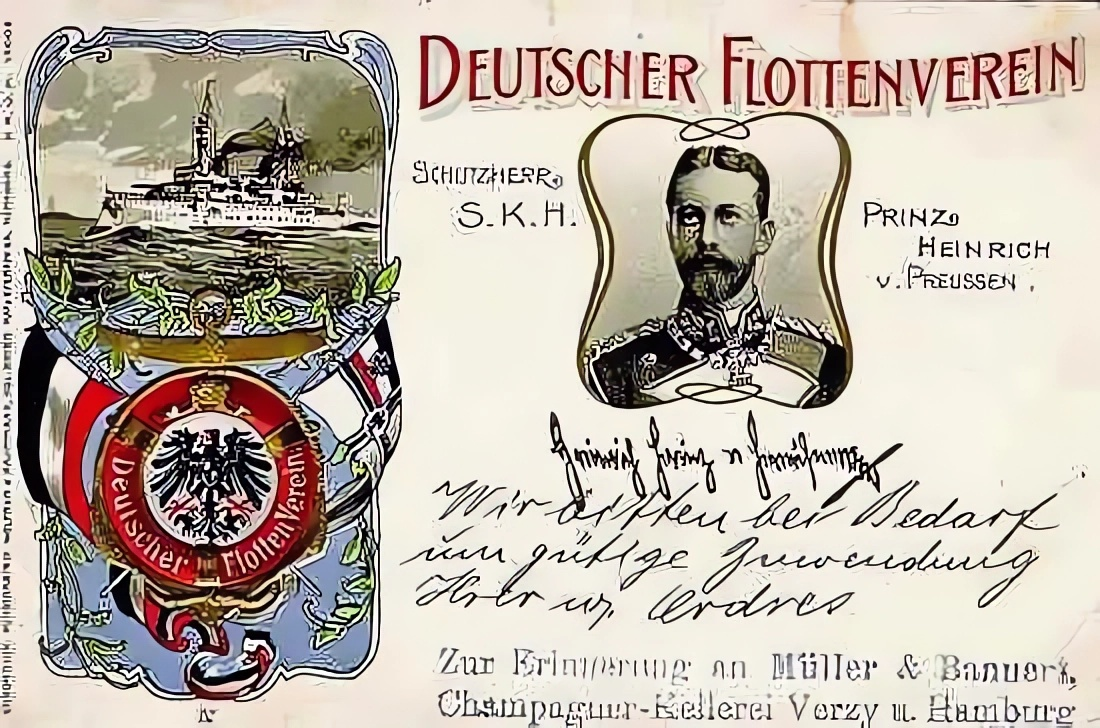
Werbung für den Deutschen Flottenverein 1902 mit einer Abbildung des Prinzen Heinrich von Preußen

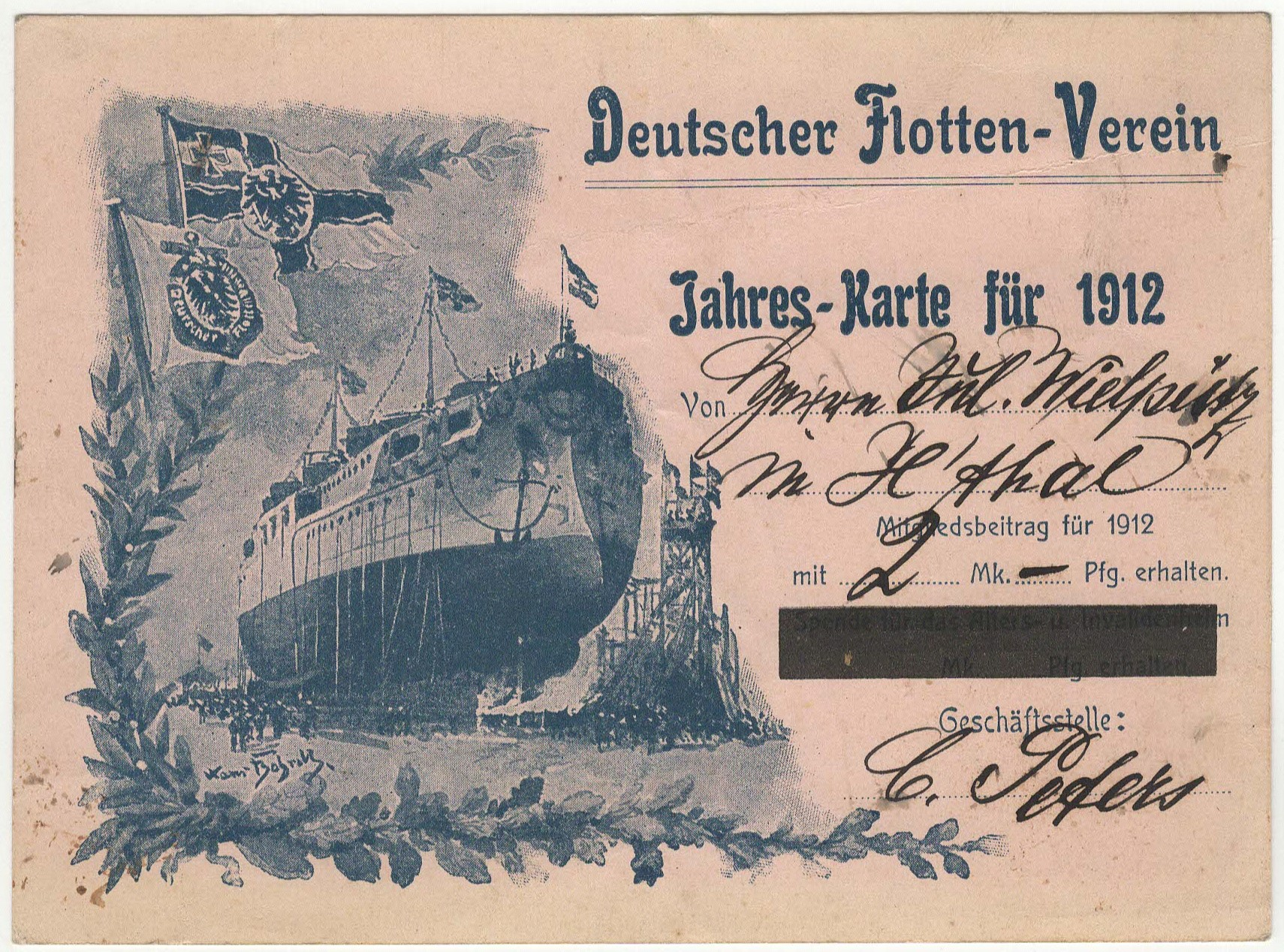
Jahres-Karte des Deutschen Flotten-Vereins über den Mitgliedsbeitrag von 2 Mark für das Jahr 1912

Der Deutsche Flottenverein (DFV) war ein Zusammenschluss von Einzelpersonen und Vereinen, die politisch auf einen Ausbau der Flotte des Deutschen Reiches hinwirken wollten. Er hatte maßgeblichen Einfluss auf die navalistische Politik im Deutschen Kaiserreich. Gegründet wurde er am 30. April 1898 in Berlin und bestand bis zu seiner Auflösung durch die Nationalsozialisten im Dezember 1934. In den Jahren 1919 bis 1931 firmierte er unter dem Namen Deutscher Seeverein.
Der Zweck dieses Flottenvereins bestand darin, das Verständnis und Interesse des deutschen Volkes für die Bedeutung und die Aufgaben der Kaiserlichen Marine zu wecken und zu pflegen sowie für die Angehörigen der Flotte fürsorglich tätig zu werden, sofern die Gesetzgebung und die Verwaltung des Deutschen Reiches eine ausreichende Fürsorge nicht gewährleisten konnten.

## Organisation

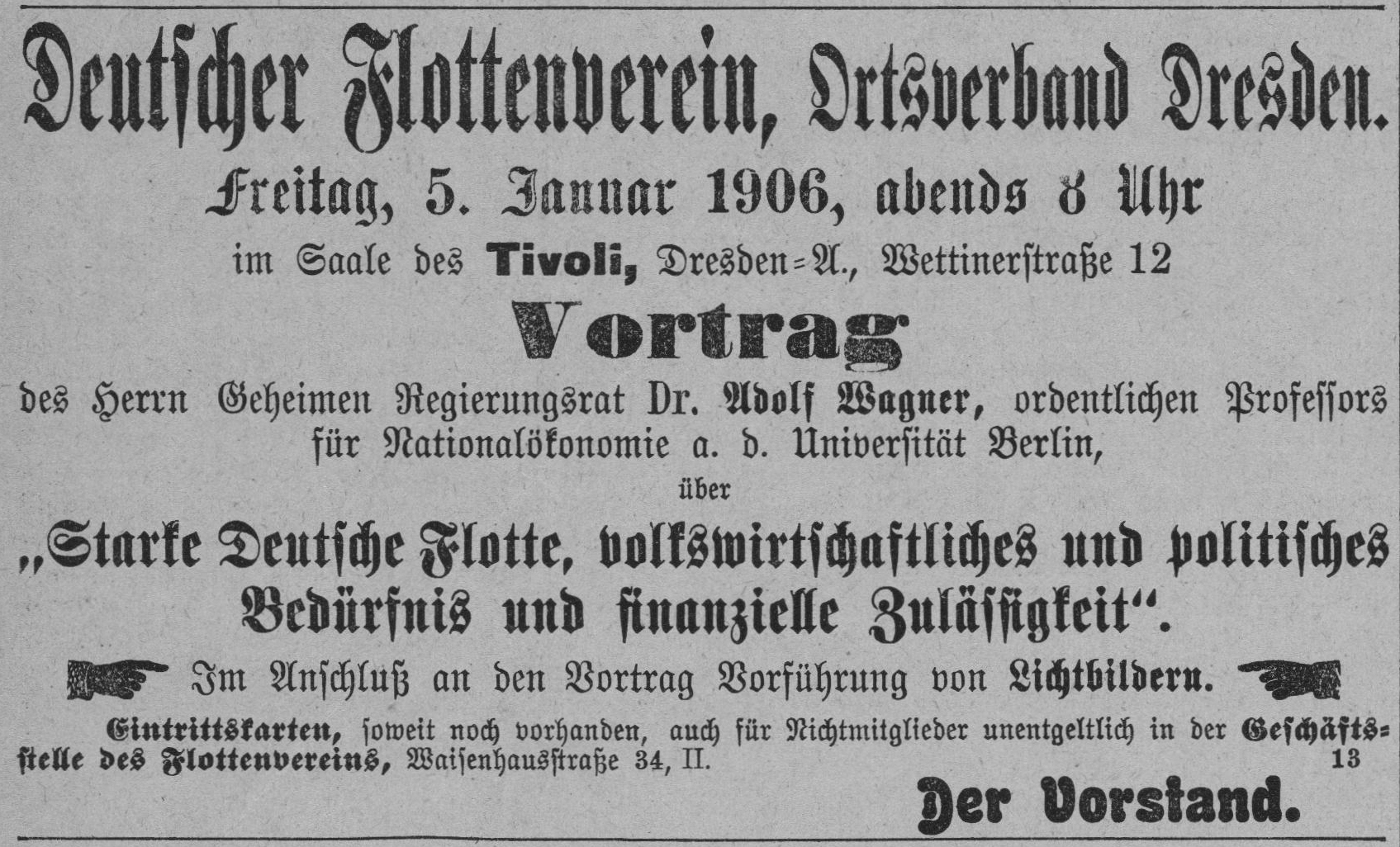
Vortrag 1906 von Adolph Wagner

Die Organisation des Deutschen Flottenvereins erstreckte sich auf etwa 3400 Ortsausschüsse über das ganze Deutsche Reich. Außer diesen Ortsgruppen hatte er noch etwa 3000 Vertrauensleute in kleineren Ortschaften. Die Gesamtmitgliederzahl wuchs sprunghaft an: 1898 wurden 78.762 Mitglieder gezählt, 1900 bereits 546.520 und im Oktober 1908 1.036.320 Personen, darunter 341.813 Einzel- und 694.507 körperschaftliche Mitglieder.
Der deutsche Flottenverein suchte seine Zwecke durch Vorträge und durch die Herausgabe von Zeitschriften zu erreichen:
- Die Flotte (Berlin 1899 ff.)
- Mitteilungen des deutschen Flottenvereins (Berlin)
- Ueberall (Berlin 1899 ff.)

### Präsidenten
- 1898–1901: Fürst Wilhelm zu Wied

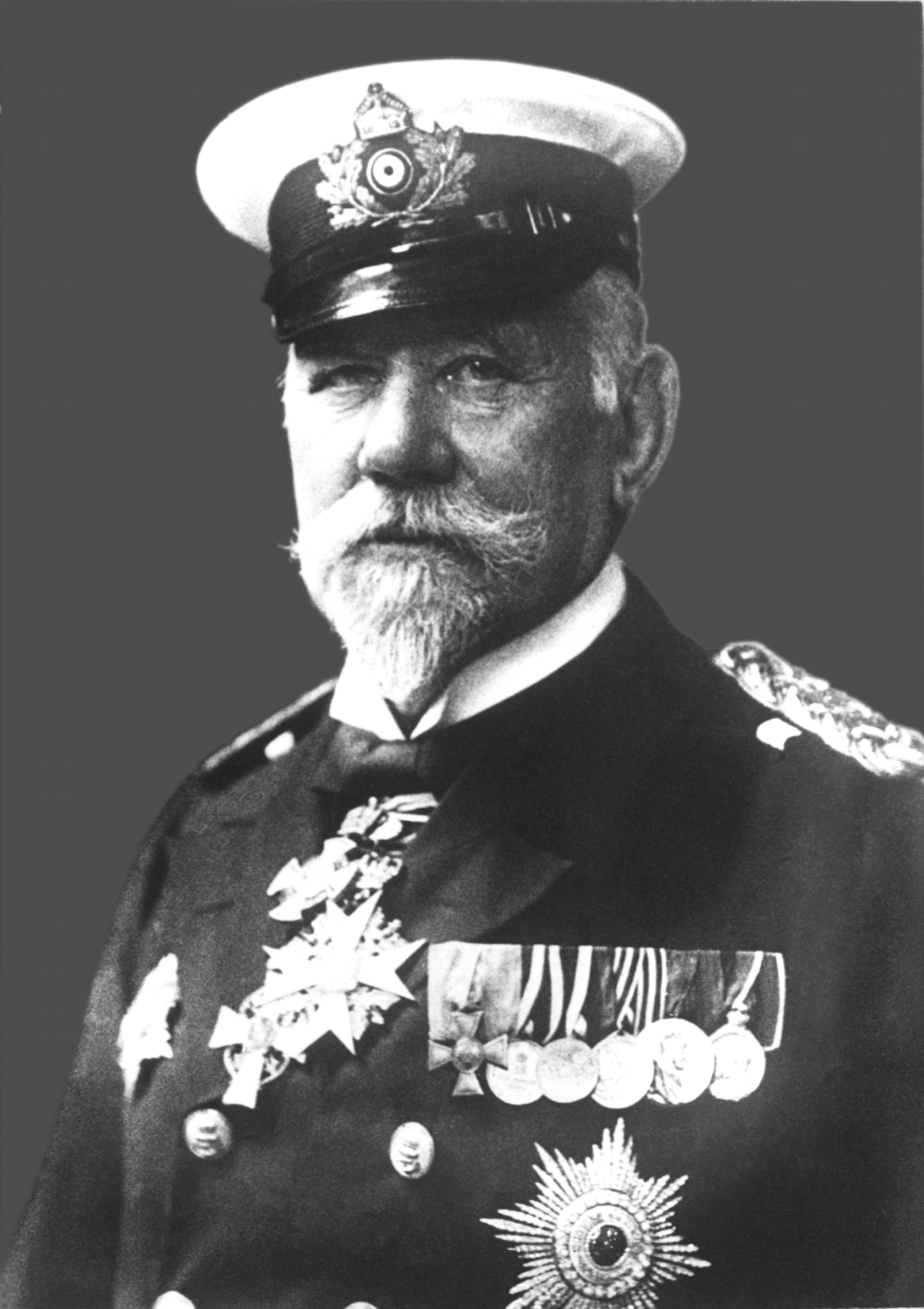
Hans von Koester

- 1902–1908: Fürst Otto zu Salm-Horstmar
- 1908–1919: Hans von Koester
- 1919–1933: Friedrich von Lindequist

## Historischer Hintergrund

### Schlachtflottenbau
Die erste deutsche Flotte, die Reichsflotte, wurde am 14. Juni 1848 gegründet. Damals entschied die Frankfurter Nationalversammlung den Aufbau einer Flotte, um im Krieg gegen Dänemark die dänische Seeblockade zu durchbrechen. Reichskriegsminister Arnold Duckwitz und Konteradmiral Karl Rudolf Brommy gelang es, eine Reihe von Schiffen bereitzustellen, auch wenn deren Schlagkraft noch gering war. Nach Niederschlagung der Revolution ging die Reichsflotte über in den Besitz des wiederhergestellten Deutschen Bundes. Dieser sah keine Bereitschaft unter den Mitgliedsstaaten, für eine Flotte zu bezahlen. Im Jahr 1852 entschied er sich daher für die Auflösung der Flotte.
Der Norddeutsche Bund ab 1867 gründete abermals eine Marine. Diese Norddeutsche Marine übernahm dazu die preußische. Bis zum Seekrieg im Deutsch-Französischen Krieg 1870/1871 gelang es jedoch abermals nicht, entscheidend auf dem Meer zum Sieg beizutragen. Groß und bedeutend wurde die Flotte erst in der Zeit nach 1871, im Deutschen Kaiserreich.
Nach 1880 kam es zu einem Wettlauf um die Aufteilung der Erde unter den Großmächten („Kolonialismus“) und nach einem großen wirtschaftlichen Aufschwung wollte auch Deutschland „seinen Platz an der Sonne“ und seinen Anspruch als „Weltmacht“ durchsetzen. Mit Kaiser Wilhelm II., der 1896 den Aufbruch in die Weltpolitik verkündet hatte, waren viele Politiker, Publizisten und Wirtschaftsführer der Überzeugung, dass Deutschland seine Rolle als beruhigender Faktor in der europäischen Politik aufgeben und Weltpolitik betreiben müsse, um nicht auf lange Sicht seinen Großmachtstatus in Europa zu gefährden. Ohne eine mächtige Flotte nach dem Beispiel Großbritanniens und zunehmend Japans war aber Weltpolitik nach dem Urteil vieler nicht zu betreiben und somit fiel dem Schlachtflottenbau eine entscheidende Rolle zu. Die treibende Kraft dahinter war ab 1897 der Staatssekretär des Reichsmarineamts, Alfred von Tirpitz, dem der Flottenverein gute propagandistische Chancen eröffnete.
Da seit 1880 alle großen Seemächte mit dem Bau von großen Panzerschiffen begonnen hatten, befand sich Deutschland mit dem geplanten Bau von Großkampfschiffen durchaus im Gleichklang mit der Flottenpolitik anderer Großmächte. Durch die weltweite Seerüstung „wurde die erste moderne Rüstungsspirale in Bewegung gesetzt, deren Ausmaß, Kostenintensität und Gefahrenpotential die parallel verlaufende Aufrüstung der Landstreitkräfte noch übertraf“.
Das Flottengesetz von 1898 und verschiedene Flottennovellen in den folgenden Jahren bewirkten eine rasante deutsche Seerüstung im Wettlauf mit dem britischen Schlachtflottenbau. Die Kosten waren gigantisch; in den letzten Friedensjahren wurden 25 % des gesamten Rüstungshaushalts auf den Bau der Flotte verwendet. „1914 standen sich die deutsche Flotte und die britische Flotte im Verhältnis 10 : 16 gegenüber.“
Der von Tirpitz verfolgte Schlachtflottenbau sollte für Großbritannien jeden Krieg mit Deutschland zu einem wirklichen Risiko werden lassen („Risikoflotte“). Der Gedanke, man könne Großbritannien so an die Seite Deutschlands zwingen, erwies sich als große außenpolitische Illusion, denn der forcierte deutsche Flottenbau förderte die Bereitschaft Großbritanniens zum Ausgleich mit Frankreich und Russland und führte schließlich zur antideutschen Koalition, der so genannten Entente vor dem Ersten Weltkrieg.

### Flottenverein

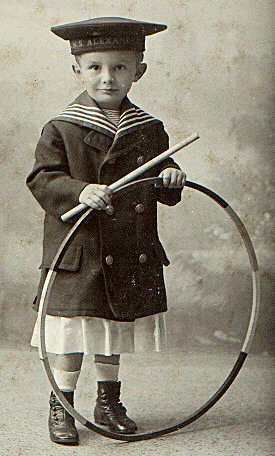
Matrosenanzug

Der Flottenverein wurde im April 1898 gegründet von Repräsentanten wirtschaftlicher Interessen (Schwerindustrie, besonders Krupp, Werften und Banken), von Politikern und Fachleuten für Öffentlichkeitsarbeit, die Tirpitz im „Nachrichtenbüro“ des Reichsmarineamts versammelt hatte. Ziel des Vereins war, den Bau der Schlachtflotte zu einer populären Aufgabe der gesamten Nation auf ihrem Weg zur Weltmacht zu machen. Innerhalb kürzester Zeit gelang dem Verein die Mobilisierung einer breiten Öffentlichkeit für seine Ziele durch eine von Tirpitz’ Nachrichtenbüro erstellte endlose Flut von geschickt aufgemachtem Propagandamaterial. Hilfreich dabei war die Unterstützung durch Reichsbehörden und Behörden aller Art bis hinunter auf die Dorfebene, was dem Verein einen gleichsam halbstaatlichen Charakter verlieh.
Ende 1898 hatte der Verein bereits 78.650 Mitglieder. Die Mitgliederzahl war eigentlich viel höher, weil 64.400 Vereine wie beispielsweise Militär- und Kriegervereine, Handelskammern etc., die geschlossen dem Flottenverein als korporative Mitglieder beigetreten waren, nur jeweils als ein Mitglied gezählt wurden. Bis 1913 wuchs die Mitgliederzahl auf 1,125 Millionen, darunter 790.000 Vereine als korporative Mitglieder. Damit war der Flottenverein der mitgliederstärkste aller nationalistischen Verbände im Kaiserreich.
Auf dieser Basis entwickelte der Verein im Laufe der Jahre eine sehr effektive Form des militärischen Lobbyismus. Die Mobilisierung der Öffentlichkeit sollte dabei die Reichstagsabgeordneten von der Notwendigkeit für eine breite Zustimmung zu den immer teurer werdenden Flottenvorlagen überzeugen.
Obwohl die Finanzakten verschwunden sind, dürfte feststehen, dass der Verein maßgeblich von der Firma Krupp unterstützt wurde. Die Finanzierung belief sich nach einer Schätzung auf eine halbe Million Mark jährlich, nach einer anderen auf einen Millionenbeitrag im Jahr. Vizeadmiral Paul Behncke schrieb in seinem Tagebuch, dass Tirpitz nachgesagt werde „in den Händen der Großindustrie“ gewesen zu sein, „T[irpitz] ging vielleicht zu häufig zu Krupp, Thyssen, Stinnes, Ballin. Sie tun nichts umsonst“. Tirpitz schrieb 1894 in einer Dienstschrift über den Zweck der Flotte:

„Nationaler Welthandel, Weltindustrie, [...] Weltverkehr und Kolonien sind unmöglich ohne eine der Offensive fähige Flotte. Die Interessenkonflikte der Nationen und das alsdann mangelnde Zutrauen des Kapitals und der Geschäftswelt würden diese Lebensäußerungen eines Staates im Laufe der Zeit ersterben oder überhaupt nicht aufkommen lassen, wenn nicht nationale Macht auf den Meeren, also jenseits unserer Gewässer, ihnen das Rückgrat gibt. Hierin liegt der vornehmliche Zweck der Flotte überhaupt.“

Als Symbol für den durch Propagandakampagnen in breiten Kreisen der Bevölkerung erzeugten Flottenenthusiasmus kann die damalige Popularität des Matrosenanzugs und die Sammelleidenschaft der Jugend für Postkarten mit Schiffen der Flotte gelten.
Trotz des Erfolges in der Mitgliederwerbung kam es 1908 zu einer Vereinskrise auf Reichsebene. Viele Mitglieder kritisierten den halbstaatlichen Charakter des Vereins und bildeten einen „radikal anti-gouvernementalen Flügel“. 1908 musste dieser Flügel dann ausscheiden. Um den Mitgliederschwund auszugleichen, wurde die Werbung intensiviert.
In der Zweiten Marokkokrise von 1911 trat der Flottenverein zum ersten Mal mit einer Versammlung an die Öffentlichkeit. Das Deutsche Reich hatte im Juli 1911 demonstrativ das Kanonenboot Panther in den südmarokkanischen Hafen Agadir geschickt (Panthersprung nach Agadir), um gegen Frankreichs Bestrebungen, Marokko zum französischen Protektorat zu machen, zu protestieren. Als Folge dieser Drohgebärde rückten Großbritannien und Frankreich enger zusammen, da sie wichtige Interessen bedroht sahen. Die Krise drohte zu eskalieren; Europa war am Rande einer großen militärischen Konfrontation. Erst nach langen Verhandlungen kam es Anfang November zu einem Kompromiss: Gegen eine geringfügige koloniale Entschädigung erkannte das Deutsche Reich das französische Protektorat über Marokko an.
Während der Krise kam es in Deutschland zu einer Welle nationaler Erregung. In der Öffentlichkeit wurden Zweifel an der Fähigkeit der konstitutionellen Monarchie im Kampf ums Dasein geäußert. Wilhelm II. wurde Schlappheit vorgeworfen und die Tatsache, dass die Regierung sich auf Verhandlungen eingelassen hatte, erfüllte für viele Nationalisten den Tatbestand des Landesverrats. Die nationalen Verbände wollten die Gunst der Stunde zu einer Erhöhung der Militärausgaben nutzen.
Am 3. Oktober 1911 forderte der Reichsvorstand alle Ortsgruppen auf, in der Zeit vom 8. bis 16. Oktober Mitgliederversammlungen abzuhalten, in denen Redner „in klarer Weise auf die gegenwärtige Lage und die Notwendigkeit eines beschleunigten Ausbaus unserer Wehrmacht zur See hinweisen … mit zündender Rede ein Bild der gegenwärtigen Lage geben, die Notwendigkeit der Flotte zur Aufrechterhaltung unserer Selbständigkeit … hervorzuheben. … Die der Flotte so notwendigen Panzerkreuzer, die gerade in einem Krieg mit der britisch-französischen Koalition doppelt entbehrt werden, müssen so schnell wie möglich gebaut werden.“ Eine vorformulierte Rede und Material für Flugblätter wurden mitgeliefert. Am 6. Oktober 1911 folgte eine vorgefertigte Resolution, die per Telegramm an den Reichskanzler gehen und dem Reichstag vorgelegt werden sollte.
Während des Ersten Weltkriegs erwies sich die Schlachtflotte Tirpitzscher Prägung als Fehlkonzeption, als grandioser Fehlschlag. Sie konnte den Kriegsverlauf seit dem Sommer 1914 zu keiner Zeit maßgeblich beeinflussen. Sie konnte weder die wirksame britische Fernblockade verhindern noch eine Entscheidungsschlacht in der Nordsee erzwingen, weil das Risiko eines Totalverlustes der Flotte wegen der Überlegenheit der Grand Fleet zu groß war. Die Schlachtflotte wurde im Verlauf des Krieges zu einer Hilfswaffe des U-Boot-Krieges und fuhr Geleitschutz für die ein- und auslaufenden U-Boote. Großbritannien blieb unangefochten die größte Seemacht der Welt.
Ende Oktober 1918 befahl die Seekriegsleitung einen Angriff der Flotte auf Großbritannien, um nicht kampflos (und damit gemäß damaliger Sicht ehrlos) kapitulieren zu müssen. Die Matrosen verweigerten diesen sinnlosen Befehl, löschten die Feuer unter den Dampfkesseln der Schlachtschiffe und lösten dadurch wenig später den Kieler Matrosenaufstand und die Novemberrevolution und damit das Ende des Kaiserreichs aus. In der Folge kam es zu weiteren Austritten aus dem Flottenverein.
Angesichts der Niederlage Deutschlands und der wegen der Bestimmungen des Versailler Vertrages unbedeutenden Flotte benannte der Verein sich in „Deutscher Seeverein“ um. 1931 nahm der Verein wieder den Namen „Deutscher Flottenverein“ an. 1933 wurde erst der Vizeadmiral a. D. Adolf von Trotha von Hitler zum Präsidenten des Vereins ernannt, dann musste der Verein sich 1934 auflösen. Von Trotha wurde von Hitler zum Präsidenten des neuen Dachverbandes Reichsbund Deutscher Seegeltung ernannt. Dieser arbeitete eng mit der NSDAP zusammen und war für die Schulung und Propaganda zuständig.